# Woodworthia brunneus
Espèce
Synonymes
- Pentadactylus brunneus Cope, 1869
- Hoplodactylus brunneus (Cope, 1869)

Statut CITES
Woodworthia brunneus est une espèce de gecko de la famille des Diplodactylidae.

## Répartition
Cette espèce est endémique de Nouvelle-Zélande. Elle se rencontre sur l'île du Nord et les îles adjacentes.

## Publication originale
- Cope, 1869 "1868" : Observations on Reptiles of the old world. Proceedings of the Academy of Natural Sciences of Philadelphia, vol. 20, p. 316-323 (texte intégral).